# جولشان جروفر
جولشان جروفر هو ممثل هندي، ولد في 21 سبتمبر 1955 بنيودلهي في الهند.

## أعمال

### أفلام
- (1998) الأرض
- (1998) الشبيهان[4]
- (2014) سجناء الشمس

## وصلات خارجية
- جولشان جروفر على موقع IMDb (الإنجليزية)
- جولشان جروفر على موقع قاعدة بيانات الأفلام العربية
- جولشان جروفر على موقع ألو سيني (الفرنسية)
- جولشان جروفر على موقع أول موفي (الإنجليزية)
- جولشان جروفر على موقع قاعدة بيانات الفيلم (الإنجليزية)
- جولشان جروفر على موقع كينوبويسك (الروسية)